# 王仲殊
王仲殊（1925年10月15日—2015年9月24日），浙江宁波人，中國現代考古學家。著有《漢代考古學概說》等書。

## 生平
1950年於北京大學歷史系畢業，同年入中國科學院考古研究所工作，後任研究員。1958年，加入中國共產黨。1978年任中國社會科學院考古研究所副所長，1982年任所長，並兼任中國社會科學院院務學術委員。被聘为秘鲁国立库斯科大学名誉教授、德国考古研究院通讯院士、亚洲史学会评议员（常务理事）。
曾参加过河南辉县、湖南长沙和河南洛阳的战国汉代墓葬发掘。从1956年开始主持陕西西安汉长安城遗址的调查发掘工作。1963-1964年主持黑龙江渤海上京龙泉府遗址的调查发掘。1968年主持河北满城1号汉墓的发掘。其主要研究漢代考古學，對中國古代城市考古和中國古代墓葬、古代銅鏡皆作過專題研究。其在研究方法上，重視考古材料與文獻記載相結合，提出了許多有價值的見解。
1996年获得日本福冈亚洲文化奖。
1988-1997年任中国人民政治协商会议全国委员会委员。